# Emberiza stewarti
Emberiza stewarti là một loài chim trong họ Emberizidae.